# Smit Appingedam

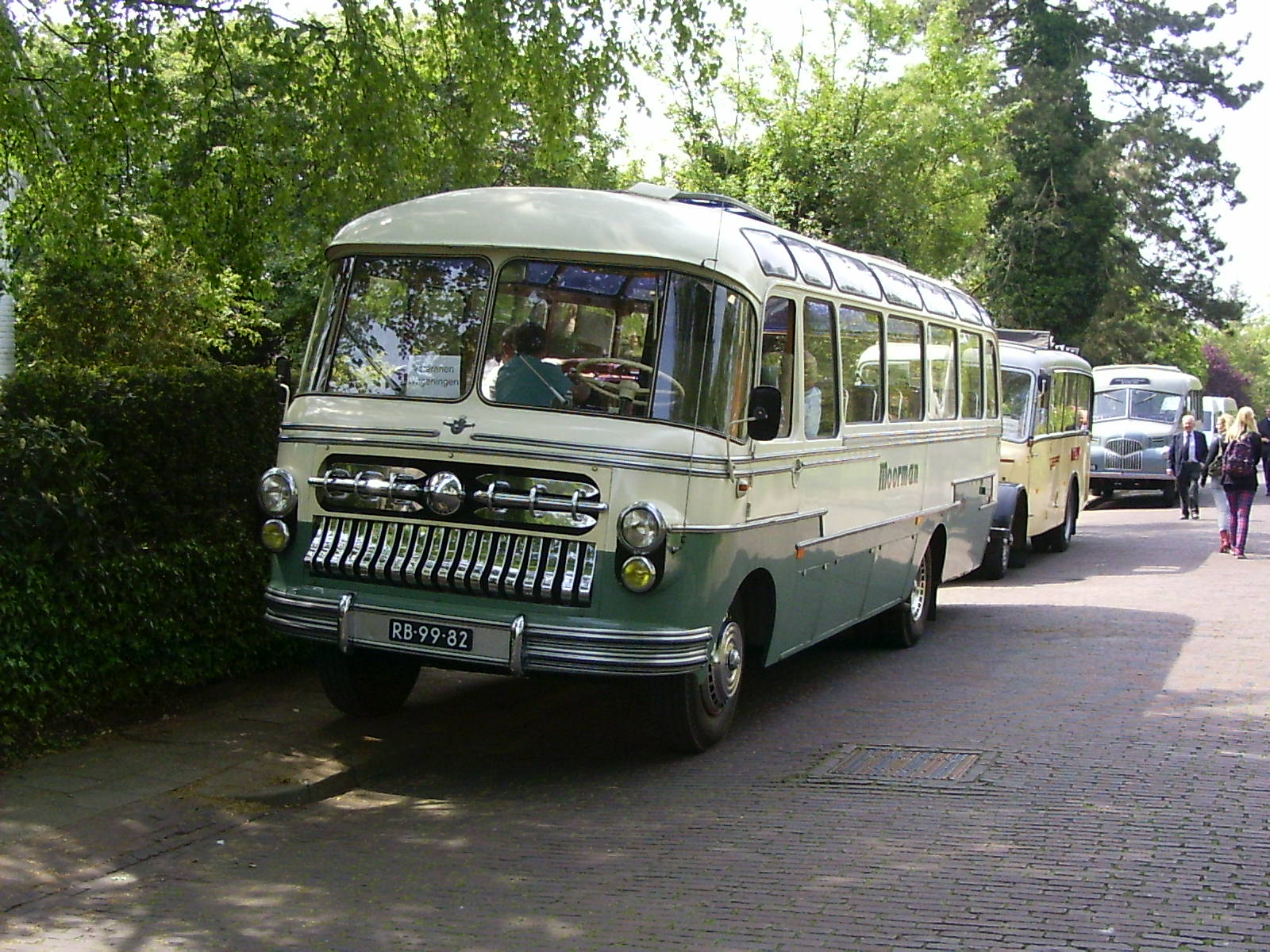
DAF-bus Moorman 5 met carrosserie van Smit Appingedam (bouwjaar 1956) heeft de A-status in het Nationaal Register Mobiel Erfgoed.

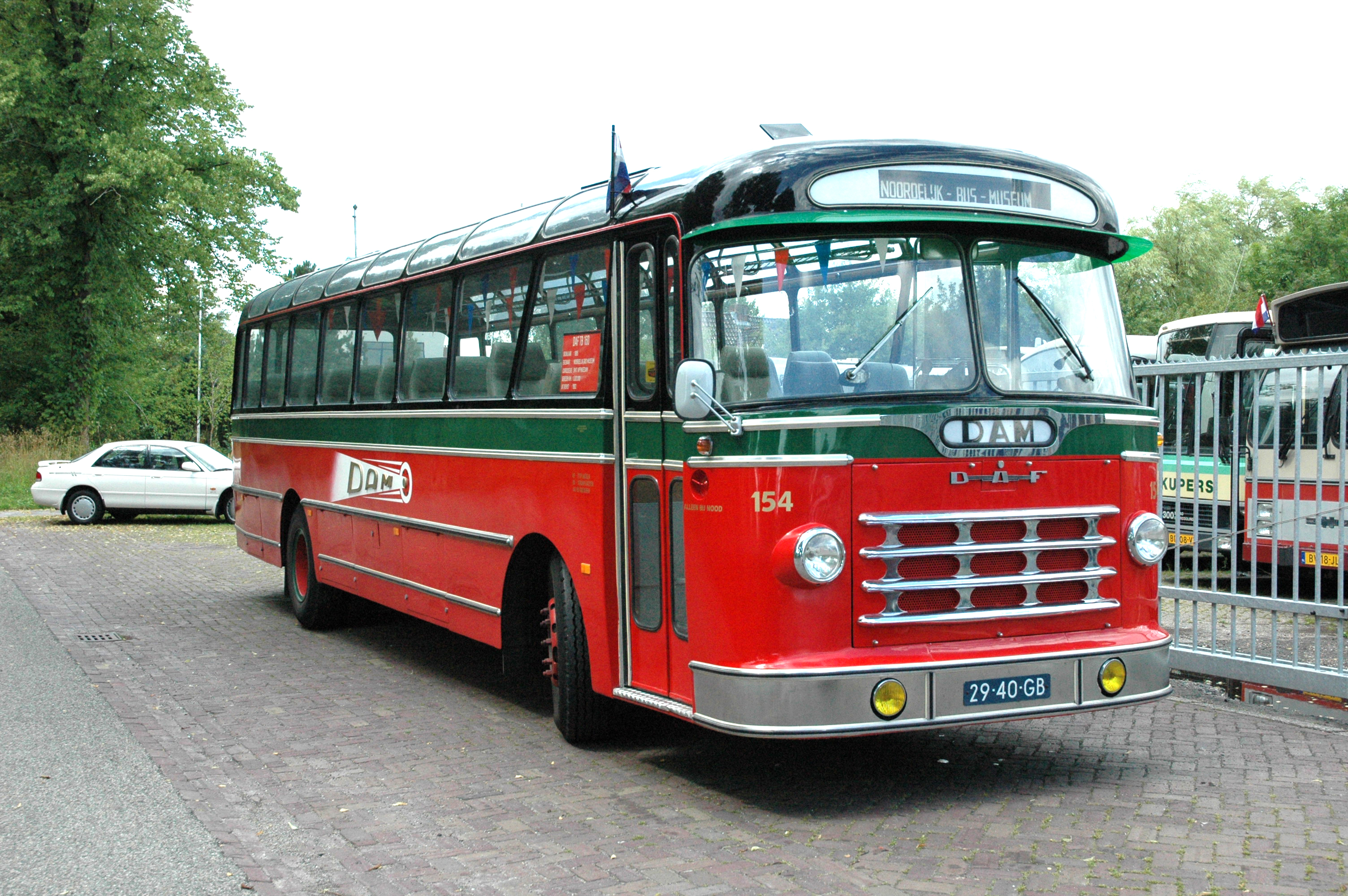
DAF-bus DAM 154 met carrosserie van Smit Appingedam (bouwjaar 1965).

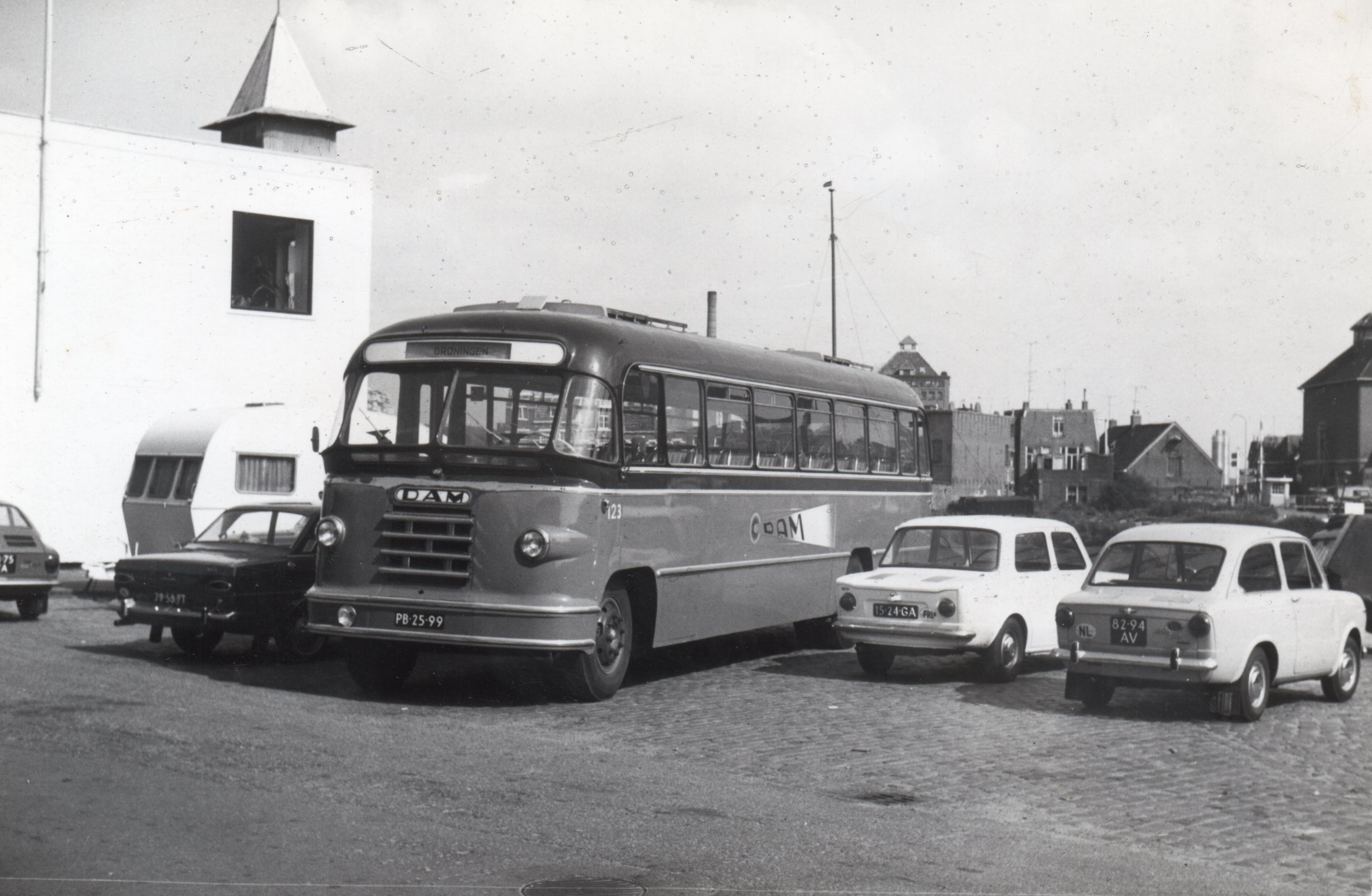
DAF-bus DAM 123 met carrosserie van Smit Appingedam (bouwjaar 1954).

Carrosseriefabriek Smit te Appingedam was een Nederlands bedrijf dat van 1921 tot 1967 autobuscarrosserieën heeft vervaardigd. Er heeft nooit een relatie bestaan met de busbouwer Smit Joure die is overgenomen door de VDL Groep.

## Geschiedenis
Al in de 19de eeuw bestond in Appingedam een houtzagerij en stelmakerij (rijtuigwerkplaats) van Th. Bos, die later eigendom was van zijn zonen Aldert & Henderikus Bos. Zij bouwden in 1921 hun eerste bussen (drie T-Fords) voor de DAM, die in dat jaar met autobusexploitatie begon. In 1924 richtten zij, samen met de eveneens uit Appingedam afkomstige autobuspionier Diele van der Ploeg (1892-1976), de GADO op, die zich in de volgende veertien jaren ontwikkelde tot het grootste busbedrijf in de provincie Groningen. Het lag voor de hand dat de GADO-bussen bij voorkeur door de gebroeders Bos van carrosserieën werden voorzien. In 1935 verkochten zij de fabriek aan twee van hun werknemers, die voortaan gingen handelen onder hun eigen namen Groenewold & Smit. Als GADO-aandeelhouders en -commissarissen bleven de gebroeders Bos nog aan tot 1938. Door Groenewold & Smit werden bussen geleverd aan de GADO, de DAM en andere vervoerbedrijven, voornamelijk in de noordelijke provincies.
Na de Tweede Wereldoorlog gingen Groenewold en Smit ieder huns weegs. Groenewold vestigde in 1947 zijn eigen carrosseriefabriek in Martenshoek bij Hoogezand en bouwde vele bussen voor kleinere toerondernemers. Tot zijn grotere afnemers behoorden de ESA en de Roland.
Harm Smit bleef in Appingedam en ging onder eigen naam door als Carrosseriefabriek Smit. Hij wist als gevolg van het Marshallplan omvangrijke orders te verkrijgen van de Koninklijke Landmacht. Ook liet de NS voor haar dochterondernemingen een grote serie Crossley-streekbussen bouwen. De 47 exemplaren van Smit Appingedam, die bij deze opdracht fungeerde als onderaannemer van Beijnes te Haarlem, kwamen verspreid over heel Nederland terecht bij GADO, NACO, NBM, NTM, NZH, SW, VAD en Zuidooster.
Smit Appingedam (inclusief de voorgangers Bos en Groenewold & Smit) heeft in totaal ongeveer 1000 bussen gebouwd voor vele Nederlandse openbaar vervoer- en touringcarbedrijven. De concurrentie werd echter te groot en in 1967 leverde de fabriek de laatste bussen af aan dezelfde DAM die in 1921 ook de eerste bussen van de gebroeders Bos had ontvangen. Daarmee kwam een einde aan de bussenbouw in de provincie Groningen, want ook de vroegere partner Groenewold stopte in dat jaar met dit deel van zijn activiteiten en Smits naaste concurrent en bijna-buurman Medema was al in 1960 gestopt.
Het bedrijf bestaat nog steeds onder de naam Smit Technicoat en is gevestigd in Farmsum. De activiteiten zijn verlegd naar o.a. coating en lastechniek.

## Museumbussen
Twee bussen van Smit Appingedam zijn in gerestaureerde en rijvaardige staat bewaard gebleven:
- bij de Stichting Veteraan Autobussen in Pijnacker: een DAF B1300 uit 1956, nummer 5 van de fa. Moorman te Den Helder;
- bij het Nationaal Bus Museum in Hoogezand: een DAF TB160 uit 1965, nummer 154 van de DAM te Appingedam.

Een derde museumbus, een DAF B1300 uit 1957, nummer 11 van Schepers Tours te Westerhaar, is in 1991 gesloopt door het toen in Glanerbrug gevestigde DAF Museum, dat de bus in bruikleen had.